# Padahayu
Padahayu is een bestuurslaag in het regentschap Pandeglang van de provincie Banten, Indonesië. Padahayu telt 2334 inwoners (volkstelling 2010).